# Frank Romero
Frank Romero (japanisch ロメロ・フランク Romero Frank; * 19. August 1987 in Lima) ist ein japanischer Fußballspieler.

## Karriere
Romero erlernte das Fußballspielen in der Schulmannschaft der Aomori Yamada High School und der Universitätsmannschaft der Ryūtsū-Keizai-Universität. Seinen ersten Vertrag unterschrieb er 2011 bei Mito HollyHock. Der Verein spielte in der zweithöchsten Liga des Landes, der J2 League. Für den Verein absolvierte er 72 Ligaspiele. 2013 wechselte er zum Ligakonkurrenten Montedio Yamagata. Am Ende der Saison 2013 stieg der Verein in die J1 League auf. Für den Verein absolvierte er 96 Ligaspiele. 2016 wechselte er zum Ligakonkurrenten Albirex Niigata. 2016 wurde er an den Zweitligisten Mito HollyHock ausgeliehen. Für den Verein absolvierte er 36 Ligaspiele. 2017 kehrte er zu Albirex Niigata zurück. Für den Verein absolvierte er 11 Erstligaspiele. 2018 wechselte er zum Zweitligisten FC Machida Zelvia. Im Oktober 2019 erlangte Santos dann die japanische Staatsbürgerschaft. Für den Verein absolvierte er 56 Ligaspiele. 2020 wechselte er für zwei Jahre zum Ligakonkurrenten Albirex Niigata. Für Albirex absolvierte er 57 Zweitligaspiele. Hierbei schoss er elf Tore. Im Januar 2022 unterschrieb er in Kagoshima einen Vertrag beim Drittligisten Kagoshima United FC.

## Erfolge
Montedio Yamagata
- Japanischer Pokalfinalist: 2014